# ویلووی
ویلووی (به صربی: Vilovi) یک منطقهٔ مسکونی در صربستان است که در نووا واروش واقع شده‌است. ویلووی ۳۹۶ نفر جمعیت دارد.